# Hiszpańska Afryka Zachodnia
Hiszpańska Afryka Zachodnia (hiszp. África Occidental Española) – dawna posiadłość Hiszpanii w Afryce Północnej. Na mocy Traktatu z Fezu w 1912 roku Hiszpania objęła protektoratem północne Maroko, gdzie powstało Maroko Hiszpańskie, oraz południowe, gdzie powstała Hiszpańska Afryka Zachodnia. Z tej ostatniej części w 1958 roku utworzona została Sahara Hiszpańska, która pozostawała pod władzą hiszpańską do 1976 roku. Hiszpańska Afryka Zachodnia obejmowała również swoim zasięgiem Ifni, które przy przekształcaniu w Saharę Hiszpańską zostało wydzielone w osobne terytorium.

## Gubernatorzy
- José Bermejo López (1946–1949)
- Francisco Rosaleny Burguet (1949–1952)
- Venancio Tutor Gil (1952–1954)
- Ramón Pardo de Santallana Suárez (1954–1957)
- Mariano Gómez Zamalloa y Guirce (1957–1958)